# Józef Skutecki
Józef Skutecki (ur. 8 czerwca 1953 w Kaliszu) – polski polityk, przedsiębiorca, technik mechanik i poseł na Sejm IV kadencji.

## Życiorys
W 1971 ukończył Zasadniczą Szkołę Zawodową PKS w Kaliszu, a następnie także Technikium Mechaniczne w tym mieście. Od 1972 do 1975 był kierowcą w Powiatowym Zarządzie Dróg i Mostów w Kaliszu. W latach 1976–1981 pracował jako kierowca autobusu w kaliskim PKS. Następnie prowadził gospodarstwo rolne w Józefowie. Od 1987 prowadzi działalność gospodarczą.
Od 1996 do 1999 należał do Socjaldemokracji Rzeczypospolitej Polskiej. W latach 1996–2000 doradzał Klubowi Parlamentarnemu SLD.
Od 1993 był członkiem Związku Zawodowego Rolnictwa „Samoobrona”, a w latach 1998–2003 pełnił funkcję wiceprzewodniczącego Regionu Wielkopolska. W 2000 wstąpił również do partii Samoobrona RP. Z jej listy został w wyborach w 2001 wybrany na posła IV kadencji w okręgu kaliskim (11 961 głosów).
10 czerwca 2003 odszedł z Samoobrony RP. Wstąpił wówczas do Partii Ludowo-Demokratycznej, następnie zasiadał w kole poselskim Stronnictwa Gospodarczego. Pracował w Komisji Rolnictwa i Rozwoju Wsi, Komisji Gospodarki oraz Komisji Finansów Publicznych.
W wyborach parlamentarnych w 2005 bez powodzenia ubiegał się o reelekcję jako członek SG z listy Sojuszu Lewicy Demokratycznej (otrzymał 201 głosów). Od 2010 przez pewien okres wchodził w skład prezydium i rady naczelnej Krajowej Partii Emerytów i Rencistów, do której wstąpił w 2006. W wyborach parlamentarnych w 2011 udzielił poparcia Ruchowi Palikota. Później przystąpił do partii Samoobrona i w wyborach w 2015 startował z jej listy do Sejmu. Kilka lat później przeszedł do reaktywowanej Samoobrony RP.

## Życie prywatne
Jest żonaty, ma jedno dziecko.